# David McCreery
David McCreery (ur. 16 września 1957 w Belfaście) – północnoirlandzki piłkarz występujący na pozycji pomocnika. Trener piłkarski.

## Kariera klubowa
McCreery zawodową karierę rozpoczynał w 1974 roku w Manchesterze United z First Division. W 1976 roku zajął z nim 3. miejsce w First Division. W 1977 roku zdobył z zespołem Puchar Anglii. W 1979 roku za 200 tysięcy funtów odszedł do Queens Park Rangers z Second Division. Występował tam przez dwa lata, w ciągu których zagrał tam 57 meczach i zdobył 4 bramki.
W 1981 roku McCreery przeniósł się do amerykańskiej drużyny Tulsa Roughnecks. Po roku powrócił do Anglii, gdzie został graczem Newcastle United. Jego barwy reprezentował przez siedem kolejnych lat. W sumie rozegrał tam 243 spotkania i strzelił 2 gole. W 1989 roku przeszedł do szwedzkiego GIF Sundsvall. W tym samym roku trafił do szkockiego Heart of Midlothian, gdzie spędził następne dwa lata. Potem grał dla Hartlepool United, a w 1992 roku został grającym trenerem drużyny Carlisle United. W latach 1994–1995 był grającym trenerem Hartlepool United.

## Kariera reprezentacyjna
W reprezentacji Irlandii Północnej McCreery zadebiutował 8 maja 1976 roku w przegranym 0:3 towarzyskim meczu ze Szkocją. W 1982 roku został powołany do kadry narodowej na mistrzostwa świata. Zagrał na nich w pojedynkach z Jugosławią (0:0), Hondurasem (1:1), Hiszpanią (1:0), Austrią (2:2) oraz Francją (1:4). Z tamtego turnieju Irlandia Północna odpadła po drugiej rundzie. W 1986 roku McCreery ponownie znalazł się w kadrze na mistrzostwa świata. Wystąpił tam w meczach z Algierią (1:1), Hiszpanią (1:2) oraz Brazylią (0:3). Tamten mundial Irlandia Północna zakończyła na fazie grupowej. W latach 1976–1990 w drużynie narodowej McCreery rozegrał w sumie 67 spotkań.